# Завод за заштиту споменика културе Краљево
| Завод за заштиту споменика културе Краљево |                                |
|                                            |                                |
| Врста                                      | Установа културе               |
| Основана:                                  | 5. фебруара 1965.              |
| Седиште:                                   | Цара Лазара 24 Краљево, Србија |
| Директор:                                  | Катарина Грујовић              |
| Интернет презентација                      | Званична адреса                |

Завод за заштиту споменика културе Краљево је установа културе, са седиштем у Краљеву. Стара се о непокретним културним добрима на територији Рашког, Расинског, Моравичког и Златиборског округа.